# Swedish Open 1998 - Qualificazioni singolare
Le qualificazioni del singolare  dello  Swedish Open 1998 sono state un torneo di tennis preliminare per accedere alla fase finale della manifestazione. I vincitori dell'ultimo turno sono entrati di diritto nel tabellone principale. In caso di ritiro di uno o più giocatori aventi diritto a questi sono subentrati i lucky loser, ossia i giocatori che hanno perso nell'ultimo turno ma che avevano una classifica più alta rispetto agli altri partecipanti che avevano comunque perso nel turno finale.
Le qualificazioni del torneo Swedish Open 1998 prevedevano 32 partecipanti di cui 4 sono entrati nel tabellone principale.

## Teste di serie
1. Diego Nargiso (Qualificato)
2. Bernd Karbacher (Qualificato)
3. Arnaud Di Pasquale (Qualificato)
4. Markus Hipfl (Qualificato)

1. Lars Jonsson (primo turno)
2. Patrik Fredriksson (secondo turno)
3. Jared Palmer (ultimo turno)
4. Kim Tiilikainen (ultimo turno)

## Qualificati
1. Diego Nargiso
2. Bernd Karbacher

1. Arnaud Di Pasquale
2. Markus Hipfl

## Tabellone

### Legenda
| - Q = Qualificato - WC = Wild card - LL = Lucky loser | - ALT = Alternate - SE = Special Exempt - PR = Protected Ranking | - w/o = Walkover - r = Ritirato - d = Squalificato |

### Sezione 1
|  | Primo turno      | Primo turno       | Primo turno       | Primo turno | Primo turno |  |  | Secondo turno | Secondo turno    | Secondo turno    | Secondo turno   | Secondo turno   |   |   | Ultimo turno | Ultimo turno  | Ultimo turno  | Ultimo turno | Ultimo turno |  |
|  |                  |                   |                   |             |             |  |  |               |                  |                  |                 |                 |   |   |              |               |               |              |              |  |
|  | 1                | Diego Nargiso     | 6                 | 5           | 6           |  |  |               |                  |                  |                 |                 |   |   |              |               |               |              |              |  |
|  |                  | Janne Ojala       | 3                 | 7           | 4           |  |  | 1             | Diego Nargiso    | Diego Nargiso    | 6               | 6               |   |   |              |               |               |              |              |  |
|  | Satoshi Iwabuchi | Satoshi Iwabuchi  | Satoshi Iwabuchi  | 7           | 6           |  |  |               | Satoshi Iwabuchi | Satoshi Iwabuchi | 4               | 4               |   |   |              |               |               |              |              |  |
|  | Marcus Sarstrand | Marcus Sarstrand  | Marcus Sarstrand  | 5           | 4           |  |  |               |                  |                  |                 |                 |   |   | 1            | Diego Nargiso | Diego Nargiso | 6            | 6            |  |
|  | Nicklas Kulti    | Nicklas Kulti     | 6                 | 6           | 6           |  |  |               |                  | 8                | Kim Tiilikainen | Kim Tiilikainen | 2 | 1 |              |               |               |              |              |  |
|  | Kalle Flygt      | Kalle Flygt       | 7                 | 1           | 3           |  |  |               | Nicklas Kulti    | Nicklas Kulti    | 6               | 6               |   |   |              |               |               |              |              |  |
|  | 8                | Kim Tiilikainen   | Kim Tiilikainen   | 6           | 6           |  |  | 8             | Kim Tiilikainen  | Kim Tiilikainen  | 7               | 7               |   |   |              |               |               |              |              |  |
|  |                  | Tobias Hildebrand | Tobias Hildebrand | 3           | 4           |  |  |               |                  |                  |                 |                 |   |   |              |               |               |              |              |  |

### Sezione 2
|  | Primo turno       | Primo turno       | Primo turno      | Primo turno | Primo turno |  |  | Secondo turno | Secondo turno     | Secondo turno   | Secondo turno | Secondo turno |   |   | Ultimo turno | Ultimo turno    | Ultimo turno    | Ultimo turno | Ultimo turno |  |
|  |                   |                   |                  |             |             |  |  |               |                   |                 |               |               |   |   |              |                 |                 |              |              |  |
|  | 2                 | Bernd Karbacher   | 2                | 6           | 6           |  |  |               |                   |                 |               |               |   |   |              |                 |                 |              |              |  |
|  |                   | Rodolphe Cadart   | 6                | 1           | 1           |  |  | 2             | Bernd Karbacher   | Bernd Karbacher | 6             | 6             |   |   |              |                 |                 |              |              |  |
|  | Simon Aspelin     | Simon Aspelin     | Simon Aspelin    | 6           | 6           |  |  |               | Simon Aspelin     | Simon Aspelin   | 4             | 4             |   |   |              |                 |                 |              |              |  |
|  | Jerome Hanquez    | Jerome Hanquez    | Jerome Hanquez   | 4           | 3           |  |  |               |                   |                 |               |               |   |   | 2            | Bernd Karbacher | Bernd Karbacher | 6            | 6            |  |
|  | Joachim Johansson | Joachim Johansson | 6                | 2           | 6           |  |  |               |                   | 7               | Jared Palmer  | Jared Palmer  | 3 | 4 |              |                 |                 |              |              |  |
|  | Mikael Stadling   | Mikael Stadling   | 1                | 6           | 4           |  |  |               | Joachim Johansson | 7               | 3             | 3             |   |   |              |                 |                 |              |              |  |
|  | 7                 | Jared Palmer      | Jared Palmer     | 7           | 6           |  |  | 7             | Jared Palmer      | 5               | 6             | 6             |   |   |              |                 |                 |              |              |  |
|  |                   | Henrik Andersson  | Henrik Andersson | 6           | 4           |  |  |               |                   |                 |               |               |   |   |              |                 |                 |              |              |  |

### Sezione 3
|  | Primo turno      | Primo turno          | Primo turno          | Primo turno | Primo turno |  |  | Secondo turno | Secondo turno      | Secondo turno      | Secondo turno | Secondo turno |   |   | Ultimo turno | Ultimo turno       | Ultimo turno       | Ultimo turno | Ultimo turno |  |
|  |                  |                      |                      |             |             |  |  |               |                    |                    |               |               |   |   |              |                    |                    |              |              |  |
|  | 3                | Arnaud Di Pasquale   | Arnaud Di Pasquale   | 6           | 6           |  |  |               |                    |                    |               |               |   |   |              |                    |                    |              |              |  |
|  |                  | Lars-Anders Wahlgren | Lars-Anders Wahlgren | 3           | 4           |  |  | 3             | Arnaud Di Pasquale | Arnaud Di Pasquale | 6             | 6             |   |   |              |                    |                    |              |              |  |
|  | Jan Hermansson   | Jan Hermansson       | Jan Hermansson       | 6           | 6           |  |  |               | Jan Hermansson     | Jan Hermansson     | 2             | 1             |   |   |              |                    |                    |              |              |  |
|  | Paul C. Robinson | Paul C. Robinson     | Paul C. Robinson     | 0           | 3           |  |  |               |                    |                    |               |               |   |   | 3            | Arnaud Di Pasquale | Arnaud Di Pasquale | 6            | 6            |  |
|  | Fredrik Bergh    | Fredrik Bergh        | Fredrik Bergh        | 7           | 6           |  |  |               |                    |                    | Fredrik Bergh | Fredrik Bergh | 2 | 4 |              |                    |                    |              |              |  |
|  | Johan Kareld     | Johan Kareld         | Johan Kareld         | 5           | 0           |  |  |               | Fredrik Bergh      | Fredrik Bergh      | 6             | 7             |   |   |              |                    |                    |              |              |  |
|  | 6                | Patrik Fredriksson   | Patrik Fredriksson   | 6           | 6           |  |  | 6             | Patrik Fredriksson | Patrik Fredriksson | 3             | 5             |   |   |              |                    |                    |              |              |  |
|  |                  | Johan Settergren     | Johan Settergren     | 4           | 0           |  |  |               |                    |                    |               |               |   |   |              |                    |                    |              |              |  |

### Sezione 4
|  | Primo turno       | Primo turno       | Primo turno       | Primo turno | Primo turno |  |  | Secondo turno     | Secondo turno     | Secondo turno | Secondo turno     | Secondo turno     |   |   | Ultimo turno | Ultimo turno | Ultimo turno | Ultimo turno | Ultimo turno |  |
|  |                   |                   |                   |             |             |  |  |                   |                   |               |                   |                   |   |   |              |              |              |              |              |  |
|  | 4                 | Markus Hipfl      | Markus Hipfl      | 6           | 6           |  |  |                   |                   |               |                   |                   |   |   |              |              |              |              |              |  |
|  |                   | Nicklas Timfjord  | Nicklas Timfjord  | 3           | 2           |  |  | 4                 | Markus Hipfl      | 3             | 6                 | 6                 |   |   |              |              |              |              |              |  |
|  | Per Thornadsson   | Per Thornadsson   | Per Thornadsson   | 6           | 7           |  |  |                   | Per Thornadsson   | 6             | 1                 | 1                 |   |   |              |              |              |              |              |  |
|  | Fredrik Loven     | Fredrik Loven     | Fredrik Loven     | 2           | 5           |  |  |                   |                   |               |                   |                   |   |   | 4            | Markus Hipfl | Markus Hipfl | 6            | 6            |  |
|  | Mattias Hellstrom | Mattias Hellstrom | Mattias Hellstrom | 6           | 6           |  |  |                   |                   |               | Mattias Hellstrom | Mattias Hellstrom | 2 | 0 |              |              |              |              |              |  |
|  | Johan Hede        | Johan Hede        | Johan Hede        | 2           | 4           |  |  | Mattias Hellstrom | Mattias Hellstrom | 4             | 7                 | 6                 |   |   |              |              |              |              |              |  |
|  |                   | Johan Landsberg   | Johan Landsberg   | 7           | 6           |  |  | Johan Landsberg   | Johan Landsberg   | 6             | 5                 | 0                 |   |   |              |              |              |              |              |  |
|  | 5                 | Lars Jonsson      | Lars Jonsson      | 5           | 4           |  |  |                   |                   |               |                   |                   |   |   |              |              |              |              |              |  |